# История Великобритании
- Об истории Англии до 1707 года см. статью История Англии.
- Об истории Шотландии см. статью История Шотландии.
- Об истории Уэльса см. статью История Уэльса.
- Об истории Ирландии см. статью История Ирландии.

История Великобритании берёт свое начало 1 мая 1707 года, с момента слияния Англии и Шотландии в единое государство — Королевство Великобритания (Kingdom of Great Britain), с общим законодательным собранием вследствие принятия Акта об унии.
1 января 1801 года Королевство Великобритания было преобразовано в Соединённое королевство Великобритании и Ирландии, которое образовалось в результате объединения Великобритании с Ирландией. В 1922 году шесть ирландских провинций отделились и образовали независимое государство Ирландия, и в 1927 году Соединённое королевство Великобритании и Ирландии получило современное название «Соединённое Королевство Великобритании и Северной Ирландии».

## ВеликобританияXVIII века

### Окончание царствованияАнны(1702—1714)
Акт об унии был ненавистен многочисленным приверженцам изгнанной династии Стюартов. Пользуясь этим настроением, Яков III Стюарт, претендент на престол, поддержанный значительным отрядом французов, сделал в марте 1708 г. попытку высадиться на шотландском берегу. Высадка не удалась благодаря бдительности английского адмирала Бинга. После смерти Анны корона перешла, согласно акту о престолонаследии, к курфюрсту Ганноверскому Георгу, сыну Софии, внучки Якова I.

### Георг I(1714—1727)
Почти сразу после вступления на престол Георг I отправил в отставку министерство тори и призвал в кабинет вигов в лице Роберта Уолпола и Таунсенда. Прежнее министерство было отдано под суд за Утрехтский мир, а Болингброк бежал во Францию и поступил на службу к претенденту. В это время граф Мар во главе 15 000 якобитов поднял знамя восстания в Шотландии, а в декабре 1715 года претендент лично высадился близ Абердина и провозгласил себя королём под именем Якова III. Но смерть главного покровителя Стюартов, Людовика XIV, равно как несогласие между претендентом и Болингброком, парализовали силы восстания, тогда как английское правительство действовало с решительностью и энергией, опираясь на поддержку парламента. Повстанцы были разбиты при Шерифмуире (Данблейне), и только что высадившийся Яков принужден был бежать. Ещё менее успешным оказалось второе восстание 1719 года.
В 1718—1720 годах Англия приняла участие в так называемом четверном союзе, который был направлен против политики испанского министра Альберони. Она объявила войну Испании и уничтожила её флот. В 1720 году внутри страны разразился финансовый кризис.

### Георг II(1727—1760)
При Георге II в положении партий не произошло никакой перемены. Виги по-прежнему оставались у кормила правления и выказывали большое миролюбие. Но в 1739 году, вследствие посягательства на торговые интересы англичан со стороны Испании, Уолпол принужден был объявить последней войну, которая, впрочем, велась обеими сторонами довольно вяло и с малым успехом.
В 1742 она слилась с войной за Австрийское наследство, в которой Англия, как одна из поручительниц Прагматической санкции, приняла сторону императрицы Марии-Терезии. Первоначально, пока министром оставался Уолпол, помощь Англии ограничивалась только субсидиями; но когда после его отставки государственным секретарем стал лорд Картерет, заклятый ненавистник Франции, последней была официально объявлена война. Английские войска высадились в Нидерландах, где с ними соединилась 16-тысячная армия из гессенцев и ганноверцев. Георг II лично принял начальство над войсками и 27 июня 1743 г. разбил маршала Ноаля при Деттингене-на-Майне. 22 февраля 1744 г. британский флот уничтожил французский при Тулоне, но зато 11 мая 1745 г. герцог Камберлендский, сын короля, потерпел жестокое поражение при Фонтенуа.
В том же 1745 г. французы пытались сделать высадку в Шотландии, с сильным флотом, на котором находился младший претендент Карл Эдуард, внук Якова II, но не имели успеха. Однако в июле 1745 г. молодой авантюрист вступил на почву Шотландии и поднял там восстание якобитов, принявшее тем более грозный характер, что все британские войска находились за границей. Герцог Камберлендский поспешил с сильным отрядом из Нидерландов и 16 апреля 1746 г. победой при Куллодене положил конец мятежу. По Аахенскому миру, заключенному с Францией 18 октября 1748 года, обе стороны возвратили друг другу свои завоевания. Англия добилась только некоторых торговых выгод и признания Георга II со стороны Франции.
Во главе правления все ещё оставались виги, сначала под руководством Пелэма, а потом его брата, герцога Ньюкасла. В 1755 г. между Англией и Францией возгорелась война в Америке из-за спора о границах. Сначала англичанам не везло, но с 1756 г., со вступлением в министерство Уильяма Питта, который, в противоположность королю, всего более дорожившему интересами Ганновера, преследовал чисто национальную политику, дела приняли иной оборот. Англичане завладели в Америке Квебеком и Монреалем, а в Индии — Калькуттой, Суратом и Пондишери. В Семилетней войне Англия была на стороне Пруссии.

### Георг III(1760—1800)
Смерть Георга II и вступление на престол его внука, Георга III, изменили положение дел. Молодой король находился в руках своего воспитателя и любимца Бьюта, и когда 25 октября 1761 года Питт вышел в отставку вследствие несогласия короля и кабинета на немедленное объявление войны Испании, тори в первый раз после долголетнего промежутка снова вступили в управление делами. Но торийское министерство вскоре увидело себя вынужденным начать войну с Испанией, доставившую Англии Гавану и Манилу. По Парижскому миру 1763 г. Гавана и Манила вернулись Испании, но Англия приобрела от Франции Канаду, Кейп-Бретон, острова Сент-Винсент, Доминику, Гренаду и Тобаго, а от Испании — Флориду и важные торговые права.
Лорд Клайв воспользовался переворотами в Бенгалии, чтобы завоевать для Ост-Индской компании три царства: Бенгалию, Бихар и Ориссу. Неисчислимые богатства потекли теперь в метрополию, оказывая могущественное влияние на развитие гражданских сношений, на промышленность и торговлю. Но эти частные обогащения нисколько не уменьшили финансового расстройства, в которое государство впало со времени войны. Государственный долг вырос до 106 миллионов; в народе господствовало общее недовольство Парижским миром, доставившим Англии меньше выгод, чем предполагал Питт. Это неудовольствие нашло себе красноречивое выражение в знаменитых «Письмах Юниуса», печатавшихся в продолжение 1766—1771 гг. в «Public Advertiser».

#### Война за независимость США(1775—1783)
При таком положении дела министерству Гренвилля, сменившему бездарный кабинет Бьюта, пришла мысль открыть себе новые источники доходов в североамериканских колониях. Между прочим, оно возвысило там ввозные пошлины и в марте 1765 г. ввело закон о гербовом сборе (Stamp Act). Колонии с негодованием отвергли произвольные распоряжения правительства. Когда несколько лет спустя на ту же дорогу вступило торийское министерство Норта, колонии открыто восстали против Англии. 4 июля 1776 г. конгресс колоний провозгласил независимость 13 Соединенных штатов. Война в это время была уже в полном ходу. Сначала успех был на стороне англичан, американская армия, не имевшая боевого опыта, представляла собой скорее народную милицию; но моральный уровень её был значительно выше, чем у английских войск. В ходе войны американская армия быстро совершенствовалась, с успехом применяя действия в рассыпном строю против английских линейных боевых порядков. Успешно действовал американский флот. Крупная победа американских войск под Саратогой (октябрь 1777) наметила перелом в ходе войны. Победе способствовала международная обстановка: в 1778 г. штаты заключили союз с Францией, которая воспользовалась этим случаем, чтобы отомстить своей сопернице, и в 1779 г. привлекла к участию в войне также и Испанию. Сверх того, по инициативе России, северные морские державы образовали «вооруженный нейтралитет» для защиты своих взаимных торговых интересов. Лондонский кабинет пришёл в такое раздражение, что объявил войну Голландии за её намерение присоединиться к союзу северных держав. В октябре 1781, после поражения англичан при Йорктауне, перевес в пользу штатов стал значительным. 30 ноября 1782 был подписан отдельный мир с колониями, за которыми признана полная независимость, а в сентябре 1783 заключен общий мир в Версале. Англия должна была выдать обратно Испании — Флориду и Минорку, а Голландии — Суматру.

#### Ирландские реформы (1778—1783)
К концу XVIII века протестанты-парламентарии в Ирландии стали выступать за более справедливые отношения между Англией и Ирландией. Напрасно британский кабинет пытался успокоить бурю некоторыми торговыми льготами; в 1782 г. британский парламент принужден был отменить законы 1720 г. («the Sixth of George I»), подчинявшие ирландский парламент постановлениям британского. Вместе с тем была ограничена власть наместника, что придало Ирландии большую политическую самостоятельность. Другого рода беспорядки потрясли Англию и Шотландию.
Принятые парламентом в 1778 г. облегчительные меры по отношению к католикам, в которых народ увидел опасность для протестантской религии, вызвали в Лондоне возмущение черни; беспокойные элементы зашевелились и в Шотландии.
Парижский мирный договор усилил неудовольствие. Ввиду сильной оппозиции, поднявшейся в парламенте, преданное королю правительство Шелберна ушло в отставку, и его место заняло коалиционное министерство Фокса (вождя вигов) и Норта. Этот неестественный союз между двумя государственными людьми столь противоположного образа мыслей встретил решительного противника в самом короле, который поставил во главе управления знаменитого Уильяма Питта младшего.

#### Колонии и политическое развитие (1784—1792)
Питт, став премьером, прежде всего обратил внимание на положение дел в Индии. Вспыхнувшая во время североамериканского восстания война с маратхскими правителями и войны с майсурским раджой Гайдар-Али и его преемником Типу-Султаном были завершены, и майсорцы должны были возвратить все свои завоевания. Ост-Индская компания, впавшая вследствие войны в громадные долги, принуждена была подчиниться постановлению парламента от 1784 года, который учредил над её директорами и акционерами наблюдательное ведомство (контрольное управление по делам Индии) из шести лиц, назначаемых королём. За новое восстание в 1789 году Типу-Султан поплатился половиной своих владений и тяжёлой военной контрибуцией. В этом, равно как в открытиях Кука в Австралии, имевших своим последствием основание новых колоний в Новом Южном Уэльсе, Англия нашла себе некоторое вознаграждение за потери в Северной Америке.
В самом парламенте оппозиция вигов, руководимая такими блестящими талантами, как Эдмунд Бёрк и Фокс, задумала целый ряд либеральных политических реформ. Её благим намерениям неожиданно положен был конец Французской революцией, которая заставила имущие классы забыть свои прежние раздоры и теснее сомкнуться вокруг правительства. В старой партии вигов произошёл глубокий раскол: более умеренные члены её под предводительством Бёрка отделились от своих единомышленников и искали сближения с тори. Партия Фокса растаяла и утратила всякое влияние на дела.

#### Французские революционные войны(1792—1797)
Однако, только в декабре 1792 г., после захвата Бельгии Французской республикой, Англия решилась отказаться от своего нейтралитета. Сигналом к взрыву послужила казнь Людовика XVI. Немедленно по получении этого известия французский посланник был выслан из Лондона, а Конвент ответил на это 1 февраля 1793 г. объявлением войны Англии и Нидерландам, а 7 марта — и Испании. В то время как на материке победа везде оставалась за французами, Англия торжествовала на море. Она почти совершенно вытеснила французов из Ост— и Вест-Индии и отняла у Батавской республики её ост-индские владения, мыс Доброй Надежды и так далее. Для подавления внутренних беспорядков парламент разрешил министерству приостановить действие Habeas Corpus и принял многие другие исключительные законы.
После Кампо-Формийского договора 1797 года Англия осталась единственной воюющей с Францией державой. К войне добавились внутренние волнения. Среди матросов Флота Канала вспыхнул бунт; народ страдал от дороговизны и голода, Английский банк приостановил размен банковых билетов.

#### Ирландское восстание и присоединениеИрландии(1798—1800)
Хотя победа Нельсона при Абукире несколько успокоила страх, навеянный французской экспедицией в Египте, но как раз в это время возбужденное состояние умов в несчастной Ирландии заставляло опасаться всего худшего. Уже с давних пор в этой стране существовал громадный католический союз «соединенных ирландцев» (United Irishmen), стремившийся при помощи Франции к низвержению английского господства. После нескольких неудачных французских экспедиций к берегам Ирландии правительство решило обезоружить союз и наказать его вожаков. Этот шаг вызвал кровавую междоусобную войну (восстание 1798 г.), длившуюся несколько месяцев.
Чтобы окончательно приковать Ирландию к Великобритании, Питт предложил в 1799 г. билль о слиянии ирландского парламента с английским, и хотя этот билль первоначально был отвергнут ирландцами, но на следующий год правительству удалось провести его при помощи подкупленного большинства. По новому закону 28 ирландских лордов, вместе с 4 епископами, должны были заседать в верхней, а 100 ирландских депутатов — в нижней палате. Оба государства были уравнены в правах, образовав Соединённое королевство Великобритании и Ирландии по Акту об унии 1800 года. В действительности семь восьмых ирландского населения, как католики, по-прежнему оставались лишенными всяких политических прав.
В 1799 г. против Франции составилась новая коалиция. Успехи французов заставили Австрию и Россию, в союзе с южно-германскими государствами, взяться за оружие. В том же году в Нидерландах появилась русско-британская экспедиция под начальством герцога Йоркского, не имевшая, однако, успеха. Все усилия союзников приводили только к ещё более быстрому увеличению могущества противника. Уже в 1801 г. Австрия и Германия заключили Люневильский мир; Англия снова очутилась одна, без союзников. Несмотря, однако, на это, она отвергла мирные предложения Бонапарта и в возобновлении вооруженного нейтралитета между Россией, Швецией и Данией для взаимной защиты своей торговли от британских насилий усмотрела прямое объявление войны. Нельсон получил приказ силой проложить себе проход через Эресунн и появиться в Балтийском море. В ответ на это Пруссия заняла своими войсками Ганновер.

## В период владения всей Ирландией (1801—1922)

### Георг III(1801—1820)

#### Борьба сНаполеоном(1801—1814)
Восшествие на престол в России императора Александра I дало положению дел новый оборот. В июне 1801 года британский кабинет заключил с Россией договор о мореплавании, к которому присоединились также Швеция и Дания. Чтобы облегчить заключение мира, Питт уступил в марте того же года своё место Эддингтону, который 27 марта 1802 года действительно заключил Амьенский мир. Англия должна была возвратить Франции, Испании и Батавской республике все свои завоевания, за исключением Тринидада и Цейлона. Одна только крайность могла заставить англичан принять подобные условия мира; они вскоре почувствовали всю тяжесть французского преобладания на материке, грозившего закрыть для них все европейские гавани.
Неудивительно поэтому, что уже 18 мая 1803 года английский кабинет, с одобрения всех партий, снова объявил войну Франции. Враждебные действия начались, однако, не особенно блестяще, так как все британские силы были сосредоточены в Ла-Манше для отражения предполагавшейся высадки французов в Англию. Слабое министерство Эддингтона должно было удалиться, и управление делами снова перешло к Питту. Он немедленно объявил войну тайной союзнице Франции, Испании, и в апреле 1805 года заключил союз с Россией, отвергнув мирные предложения Наполеона. В августе 1805 года к русско-британскому союзу присоединились Австрия и Швеция, и тогда же Нельсон разгромил испанско-французский флот при Трафальгаре.
Но эта победа не искупила поражения союзников в Австрийском походе, и после Пресбургского мира (26 декабря 1805) Франция приняла относительно Англии ещё более грозное положение, чем когда-либо. Необходимость покоя чувствовалась теперь всеми партиями. Поэтому новое правительство Фокса и Гренвила, образовавшееся после смерти Питта, в январе 1806 года, открыло переговоры о мире, которые, однако, не привели к цели. Наполеон, между прочим, предлагал Англии обратно Ганновер, вследствие чего Пруссия легко дала себя склонить на союз с Россией и Австрией. Во время этой новой войны Наполеон издал свой знаменитый эдикт о блокаде европейских гаваней, до крайности стеснивший торговлю между материком и Англией и объявивший все английские судна и товары добычей каждого желающего. Несчастный исход прусско-русской войны против Франции, окончившейся в июле 1807 года Тильзитским миром, учреждение Рейнского союза, дружба России с Францией — все это лишило Англию всякой поддержки на материке. Чтобы удержать за собою, по крайней мере, Порту, английское правительство предписало адмиралу Дакворту произвести в феврале 1807 года грозную демонстрацию в Дарданеллах, но этим достигло прямо противоположного результата: Порта приняла сторону Франции.
Вскоре после того английский флот под начальством Гамбиера появился в Эресунне, бомбардировал Копенгаген и увел с собою датский флот. Этот поступок имел своим последствием объявление войны со стороны России и Дании. Для Англии были теперь закрыты все европейские гавани, кроме Португалии и Швеции, и она могла противопоставить этой общей блокаде только контрабандную торговлю на широкую ногу. Уже по одному этому для неё было необходимо продолжать войну, чего бы она ей ни стоила. В марте 1807 года министерство Гренвилля по вопросу об эмансипации католиков потерпело поражение и было заменено ультрапротестантским кабинетом Портленда и Персиваля, в котором иностранные дела перешли в талантливые руки Кэннинга. Пользуясь восстанием испанцев, новый кабинет отправил английский корпус в Португалию, под начальством Артура Уэлсли, будущего герцога Веллингтона, а другой корпус, под начальством Мура — в Испанию. Благодаря тому, что часть французских сил была отвлечена новой войной с Австрией (1809), Уэлсли в союзе с испанскими повстанцами скоро получил значительный перевес на полуострове. Но Шонбруннский мир, в октябре 1809 года, снова поднял Наполеона и Францию на вершину могущества. Континентальная система, к которой, вследствие придворной революции, примкнула и Швеция, могла быть поддерживаема теперь без всяких послаблений. Вдобавок успехи британского оружия на Пиренейском полуострове заметно стали ослабевать; к концу 1810 года в руках англичан оставались только Кадис и Лиссабон. Зато на море Англия по-прежнему удерживала своё превосходство, тогда как французы потеряли за это время все свои колонии.
Перемена личностей в высших правительственных сферах с 1809 года ничего не изменила в воинственной политике Англии. После смерти Портлэнда управление осталось в руках Персиваля. Вследствие неизлечимого сумасшествия Георга III старший сын его, принц Уэльский, сделался регентом, сначала с ограниченными, а затем с полными королевскими прерогативами. Виги рассчитывали благодаря этой перемене стать у кормила правления, но регент неожиданно для всех принял сторону тори и после убийства Персиваля поставил во главе правительства лорда Ливерпуля, тогда как иностранные дела перешли к Кэстльри.
Поход Наполеона в Россию послужил, наконец, тем поворотным пунктом, которого так долго и напрасно ждала британская политика. После отступления французов из Москвы английский кабинет употребил все возможные усилия, чтобы побудить европейские державы к дружной борьбе с Наполеоном. Парижский мир (30 мая 1814) блестяще увенчал собою усилия Англии. Наполеон пал, Франция была унижена; все моря, все гавани и берега снова открылись для британских парусов, и никакой вопрос европейской политики не мог быть решен помимо воли и против интересов островитян. Земельные приобретения, полученные Англией по этому миру, были громадны, если даже не считать её завоеваний на индийском материке. Франция должна была уступить ей Мальту, Иль-де-Франс (Маврикий), Тобаго, Сент-Люсию и Сейшельские острова; Голландия — Демерара (в Гайане) с превосходными хлопковыми плантациями, мыс Доброй Надежды и весь Цейлон; Дания — Гельголанд. Ионические острова были поставлены под её верховное покровительство. Возвращение Наполеона с острова Эльбы доставило ей новую славу при Ватерлоо. Общий мир повел за собою также улаживание несогласий с Соединенными Штатами Америки, которые с 1812 года боролись против насилий, совершаемых британскими кораблями над нейтральными государствами. Война велась обеими сторонами с переменным успехом и окончилась в декабре 1814 года миром в Генте.
За время этих войн национальный долг Англии достиг громадной цифры и обрушился всей своей тяжестью на низшие классы населения. Плохие урожаи ещё более подняли цены на хлеб, и без того искусственно возвышенные «хлебными законами», по которым иностранный хлеб позволялось ввозить в Англию только в таком случае, когда цены на туземный хлеб доходили до известной, весьма высокой нормы. Наконец, континентальная система усилила промышленную деятельность на материке, и английские товары, производившиеся в громадных количествах, не находили достаточного сбыта. Бурные народные собрания, бунты и эксцессы голодающего пролетариата стали обычным явлением, а торийское правительство не сумело противопоставить этим явлениям ничего другого, кроме отмены «Habeas Corpus», стеснения печати, запрещения сходок и ношения оружия. Эти меры ещё более разжигали народное неудовольствие, и во многих фабричных округах вспыхнули настоящие восстания. Так, например, в Манчестере против народа пришлось употребить в дело оружие (1819).

### Георг IV(1820—1830)
Среди этого брожения 29 января 1820 года регент вступил на престол под именем Георга IV. Первый значительный акт его правления — неблаговидный процесс о разводе с его супругой, Каролиной Брауншвейгской — ещё более воспламенил народную ненависть к двору и министрам. Внешнему спокойствию тоже грозила опасность вследствие осложнений, вызванных революциями в Испании, Неаполе и Греции. Торийские министры остались верны консервативной политике, надеясь в укреплении легитимного принципа на материке найти опору и для британской аристократии. Но когда после самоубийства Кэстльри (12 августа 1822 года) Джордж Каннинг вступил в министерство иностранных дел, во внешней политике Англии произошёл решительный переворот. В отношении к другим державам он принял принцип невмешательства; пытался, хотя и напрасно, помешать вступлению французов в Испанию для восстановления прежней правительственной системы; принял на себя почин в признании Греции воюющей державой, и 1 января 1825 года первый признал южноамериканские республики.
Во внутренней политике тоже обнаружилось стремление стать ближе к желаниям и нуждам народа. Уже во время войны была запрещена торговля невольниками. В 1824 году был издан закон, которым за эту торговлю налагались такие же наказания, как за морской грабеж. Этим положено начало эмансипации невольников. Ревностно стремились Каннинг и министр финансов Гескиссон к поднятию торговли и облегчению податей, вследствие чего мало-помалу спокойствие снова водворилось в стране. Страшный торговый кризис, вызванный акционерной игрой и торговыми сношениями с южноамериканскими государствами, прошёл благодаря этому без серьёзного потрясения, в особенности когда в 1826 году были понижены хлебные пошлины. Но в Ирландии политическое и социальное положение по-прежнему сохраняло свой грозный характер. Немедленно по заключении мира Даниэль О’Коннель основал «католическую ассоциацию», ближайшей целью которой была давно обещанная, но постоянно отвергаемая тори эмансипация католиков. Каннинг, со своей стороны, попытался добиться того же от парламента, но его билль, принятый нижней палатой, был отвергнут палатой лордов. Ожидания ирландцев возросли, когда в апреле 1827 года Ливерпуль вышел в отставку и Каннинг занял пост первого министра. Эта перемена имела своим непосредственным последствием выход в отставку Веллингтона, Пиля и других, и Каннинг образовал новое министерство, в которое вступил герцог Кларенский, наследник престола. Лорды подняли целую бурю против нового министерства; но зато народ приветствовал в нём провозвестника великих реформ. Правда, до поры до времени, эти реформы были отсрочены, так как 8 августа 1827 года Каннинг умер, успев только заключить договор с Россией и Францией относительно освобождения Греции. Лорд Годрич, занявший его место, должен был вскоре выйти в отставку вследствие затруднений, вызванных португальскими делами и наваринским сражением. После этого Веллингтон составил новое министерство, в котором занял место и Пиль.
Бессильная политика этого кабинета в греко-турецком вопросе и в Португалии, где после выступления посланных туда Каннингом английских войск дон Мигел ниспровергнул конституцию, вызвала в стране взрыв неудовольствия. Ирландия тоже заволновалась при известии о составлении нового министерства, от которого надо было ожидать не реформ, а новых угнетений. Распавшаяся было католическая ассоциация снова сплотилась; протестанты возобновили свои оранжистские ложи и брауншвейгские клубы. В этом опасном положении Веллингтон решился сделать первый шаг к эмансипации католиков. В феврале 1829 года Пиль внёс в нижнюю палату предложение об отмене «Test act»'а и, когда оно было принято, предложил другой билль, которым, под условием присяги в верности, католикам открывалась возможность стать депутатами парламента. Этот билль, принятый после горячего сопротивления тори, хотя и не облегчил бедственного положения Ирландии, но возбудил надежды на дальнейшие реформы во всех слоях народа. На очередь выступил теперь вопрос о парламентской реформе. В феврале 1830 года лорд Рассел внес в нижнюю палату проект парламентской реформы, отвергнутый большинством 23 голосов. Раздражение народа, вызванное отклонением этого закона, было так велико, что министры напрасно старались успокоить умы отменой тягостных налогов на жизненные средства. О’Коннел, после эмансипации католиков заседавший в парламенте, воспользовался этим положением дел и выступил с требованием об уничтожении союзного акта, соединявшего Ирландию с Великобританией.

### Вильгельм IV(1830—1837)
Среди этого общего возбуждения умов 26 июня 1830 года умер Георг IV, и на престол вступил брат его, герцог Кларенский, под именем Вильгельма IV. Против всех ожиданий, новый король, несмотря на всем известную приверженность его к реформам, удержал министерство Веллингтона. Но в то же время он признал Июльскую монархию во Франции, и эта уступка народным симпатиям произвела благоприятное впечатление в стране. Однако, во вновь избранном парламенте большинство принадлежало вигам, и палата немедленно нанесла поражение правительству по вопросу о содержании двора. Веллингтон подал в отставку, и король поручил составление нового кабинета престарелому графу Грею, умеренному, но последовательному вигу. В новый кабинет вошли такие приверженцы реформы, как Брум (Brougham), лорды Голланд и Джон Рассел, а также некоторые члены умеренной фракции тори, как, например, Пальмерстон, получивший портфель иностранных дел. Уже 3 февраля 1831 года Джон Рассел внёс в парламента билль о реформе системы выборов в парламент; но она состоялась после упорного сопротивления со стороны тори только в июне 1832 года.
Новый закон надолго обеспечил господство за вигами, и они охотно остановились бы на этой, хотя и богатой последствиями, но все же весьма умеренной реформе. Не так, однако, думали реформисты из народа, так называемые радикалы, вынесшие билль на своих плечах и видевшие в нём лишь начало дальнейших улучшений в государственном организме. Поэтому министерство с тревогою ожидало распущения старого и открытия нового парламента, который в первый раз должен был собраться на основании нового избирательного закона. Заседания открылись 5 февраля 1833 года, и вскоре был выдвинут вопрос о тревожном положении Ирландии. Между тамошними католиками составились союзы, систематически отказывавшие англиканскому духовенству в уплате церковной десятины. Возникшие вследствие этого беспорядки заставили Грея внести особый «усмирительный билль», которым лорду-наместнику предоставлялось право в известных случаях прибегать к действию военных судов. Билль прошёл, несмотря на сильную оппозицию. Для успокоения умов министерство вслед за тем внесло в обе палаты билль о реформе Ирландской церкви, которым предполагалось упразднить церковный налог, сократить число епархий и приходов и раздать в аренду церковные земли. Этот билль, нанесший существенный урон интересам англиканской церкви, прошёл с некоторыми изменениями в обеих палатах. Ещё меньший отпор встретила проведенная в той же сессии отмена невольничества в английских колониях, а также отмена привилегий Ост-Индской компании. Для улучшения поземельных отношений в Ирландии министерство внесло в сессию 1834 года десятинный билль, по которому десятинный сбор из натуральной повинности был обращен в денежную и возложен не на арендатора, а на собственника земли.
Сверх того было постановлено, чтобы излишки от ирландских церковных доходов, долженствовавшие получиться от этой реформы, были употребляемы на общеполезные цели, преимущественно на содержание школ и бедных. Но это последнее определение — так называемый апроприационный параграф — вызвало сильное неудовольствие со стороны тори и вообще протестантов и в конце концов было отвергнуто. Вслед за тем 19 июля 1834 года Грей отказался от председательства в министерстве, и его место занял лорд Мельбурн; но характер министерства остался тот же. 16 августа, после того, как верхняя палата отвергла принятый палатой общин десятинный билль, бурный парламент был закрыт. Тори воспользовались этой отсрочкой, чтобы восстановить народ против министерства, распространяя опасения насчет тайных сношений кабинета с О’Коннелем. И действительно, им удалось до такой степени запугать короля, что 14 ноября 1834 года он неожиданно для всех распустил кабинет. Так как умеренные виги отказались вступить в союзное министерство, то Пилю пришлось образовать чисто торийский кабинет. 30 дек. парламент был распущен; но уже 19 февраля 1835 года, вслед за открытием нового парламента, вполне выяснилось, что министерство не пользуется доверием палаты. Несколько либеральных предложений Пиля — упразднение местных духовных судов и освобождение диссентеров от обязанности венчаться в государственной церкви — были приняты; но во время прений о вновь предложенном десятинном билле лорд Рассел внёс поправку относительно прибавления отвергнутого прежней палатой апроприационного параграфа, которая и была принята, вследствие чего министерство должно было подать в отставку. Король обратился к Мельбурну, и тот составил кабинет из своих прежних товарищей. Министры воспользовались этой победой, чтобы провести в высшей степени важную меру. Городское управление находилось в Англии в самом печальном положении. Магистраты обыкновенно сами пополняли свой состав, облагали жителей произвольными повинностями и отказывали им в праве участия в городских делах. Лорд Рассел внёс билль, которым устанавливался новый порядок избрания городских властей, и избирательное право предоставлено каждому плательщику податей. Билль прошёл в обеих палатах; но десятинный билль, внесенный вместе с апроприационным параграфом, был опять отвергнут палатой лордов.
Парламентская сессия 1836 года показала, что в общем виги все ещё пользуются доверием народа, хотя вожди радикалов настаивали на более деятельной преобразовательной политике. Прежде всего, необходимо было принять меры против оранжистских лож, которые стали теперь направлять свои нападки прямо против престола. Меры эти были разрешены парламентом, после чего Рассел внёс билль о реформе ирландских городов, находившихся ещё в худшем положении, чем английские. Билль быль отвергнут верхней палатой. Ожесточенно нападали тори и на внешнюю политику правительства. Ещё 22 апреля 1834 года между Англией, Францией, Испанией и Португалией заключен был так называемый четверной союз для защиты либеральных учреждений на Пиренейском полуострове против абсолютистских поползновений дона Карлоса и дона Мигела, которые, в качестве представителей легитимности, имели за себя симпатии тори. Теперь правительство разрешило вербовку английского легиона на службу конституционного правительства Испании, чем вызвало против себя целую бурю на скамьях оппозиции. Заседания парламента 1837 года открылись опять прениями об ирландских делах, и хотя предложенный Расселом закон о бедных в Ирландии получил громадное большинство в обеих палатах, но зато тем яростнее разгорелась борьба из-за городового и десятинного биллей для Ирландии. В то самое время, как напряжение партий достигло своей высшей точки, в ночь с 19 на 20 июня 1837 года скончался король Вильгельм IV, и буря на время улеглась.

### Виктория (1837—1901)
С восшествием на престол королевы Виктории в государственной жизни Англии наступил период глубоких внутренних преобразований, постепенно изменивших её старый аристократический строй в духе современного демократизма. Первые годы нового царствования были ознаменованы движением чартистов в пользу доставления народу одинаковых прав с высшими и средними классами. Чартистское движение вербовало сторонников преимущественно среди рабочих масс в крупных промышленных городах и под конец приняло характер открытого восстания, подавленного только строгими мерами.
Правительство лорда Мельбурна в 1841 году должно было уступить своё место консервативному кабинету Роберта Пиля. Но глухое неудовольствие против хлебных законов, ложившихся всей своей тяжестью на бедную часть населения, достигло таких размеров, что даже консерваторы не могли обойтись без некоторых уступок. Хлебные законы были сначала смягчены, а потом окончательно отменены, главным образом, под давлением знаменитой «Лиги против хлебных законов», основанной Джоном Кобденом и поддержанной самыми выдающимися деятелями либеральной партии, между прочим, Джоном Расселом. Торговля хлебом сделалась свободной, и английский народ приобрёл право утолять свой голод дешёвым хлебом. Образ действий Пиля в вопросе о хлебных законах, а также введённый им для покрытия ожидавшегося вследствие отмены этих законов дефицита трёхпроцентный налог с дохода, падавший преимущественно на зажиточные классы, произвели раскол между тори. Аграрная партия, предводимая Дизраэли и лордом Бентинком, соединившись с вигами и радикалами, нанесла Пилю поражение по вопросу об усмирительном билле для Ирландии.
Новое министерство Джона Рассела (1846) сделало ещё несколько шагов вперед по пути свободы торговли. Оно открыло английские гавани для кораблей всех наций без исключения, уничтожило навигационные ограничения, существовавшие с XVII века, и вообще обнаружило несомненную заботливость об интересах низших классов народа. Этому немало способствовали страшный голод, разразившийся над Ирландией в 1846 году, и последовательный ряд неурожайных лет во многих местностях Англии и Шотландии.
В области внешней политики Англия в течение первых лет царствования королевы Виктории выступала повсюду как бы естественной защитницей народных прав, попираемых тогда чуть ли не во всех странах Европы. В шлезвиг-гольштинском осложнении она приняла сторону слабейшей Дании; она тайно поддерживала революционные правительства в Венгрии, Италии и особенно в Сицилии, возбудив против себя ненависть всех реакционных правительств, окрестивших тогдашнего руководителя английской иностранной политики, лорда Пальмерстона, именем «лорда-поджигателя». Но либерализм Пальмерстона нимало не помешал ему первым признать государственный переворот, произведенный во Франции Луи Наполеоном, и довести дружбу с французским императором до заключения формального союза между обоими государствами, выразившегося их совместным участием в Крымской войне. Эта война, как известно, немного прибавила лавров в венке военной славы Англии, но причинила жестокое расстройство её финансам и на время задержала внутреннюю преобразовательную деятельность.
Грозное восстание сипаев в Индии в 1857 году послужило поводом к окончательному упразднению Ост-Индской компании и подчинению величайшей колонии в мире непосредственной власти английского правительства. Гражданская война в США вызвала со стороны английских консерваторов проявления горячей симпатии к рабовладельческим штатам, наделавшие Англии немало хлопот, улаженных только в 1872 году третейским судом в Женеве (см. Алабамский вопрос).
Она дала себя вовлечь также в пресловутую мексиканскую экспедицию, затеянную Наполеоном с целью навредить Соединенным Штатам, но вовремя отступила, разгадав истинные намерения своего союзника. В 1863 году Англия, по инициативе Гладстона, совершила акт высокой международной справедливости, возвратив Ионические острова, находившиеся под её протекторатом с 1815 года, их древнему отечеству, Греции.
Между тем, дело реформы хотя медленно, но постоянно продвигалось вперёд и окончательно восторжествовало в 1866 году, когда после смерти Пальмерстона главой правительства сделался Джон Рассел, а роль предводителя в палате общин перешла к Гладстону. Уже в том же году Гладстон внес билль о парламентской реформе, заключавший в себе значительное расширение избирательных прав низших классов. Этот билль был отвергнут, и министерство должно было выйти в отставку.
Новый консервативный кабинет Дерби-Дизраэли с первого же шага убедился в невозможности откладывать дальше удовлетворение назревшей в народе потребности в политических правах, и в 1867 году Дизраэли предложил свой собственный проект реформы, даже более радикальный, чем прошлогодний билль Гладстона, который был принят обеими палатами. Первые выборы, происходившие на основании нового избирательного закона, принесли значительный перевес партии Гладстона, которому и было поручено образование нового кабинета.
Деятельность этого кабинета ознаменовалась целым рядом в высшей степени важных реформ:
- В 1869 году упразднена Ирландская национальная церковь, доходы которой обращены на устройство школ.
- В 1870 голу издан новый закон о народном образовании и принят ирландский поземельный билль.
- В 1871 году отменена продажа чинов в армии.
- В 1872 году принята система тайной подачи голосов на выборах.

Финансовая политика Гладстона была в полном смысле блестяща, но нельзя сказать того же о его иностранной политике. Он спокойно дал совершиться разгрому Франции и вынужден был признать фактическую отмену статей Парижского трактата 1856 года, которыми ограничивались права России на Чёрном море. В 1874 году, потерпев поражение по вопросу об университетском образовании в Ирландии, Гладстон распустил парламент, но после новых выборов должен был уступить своё место лорду Биконсфильду (Дизраэли).
С переходом власти к торийскому правительству Англия выступила с более решительной внешней политикой и в разгоревшейся вскоре после того русско-турецкой войне держала сторону Турции.
О внутренних законодательных работах во все время управления консервативного правительства не было и речи. Блестящий успех Биконсфильда на Берлинском конгрессе, провозглашение королевы Виктории императрицей Индии, преобладающее положение, занятое Англией в Египте вследствие перехода в её руки большинства акций Суэцкого канала, присоединение Кипра, африканская экспедиция против зулусов, — все это приятно щекотало шовинистские инстинкты некоторой части английской нации и тормозило мирный ход её развития.
Однако, внутри страны консервативному правительству приходилось бороться всё с новыми затруднениями. Основанная Парнеллом ирландская земельная лига поставила себе задачей совершенное уничтожение крупного землевладения и замену его крестьянским хозяйством. Неудовольствие проникло также в Шотландию и Англию, где консервативному кабинету, главным образом, ставилось в вину то, что, жертвуя народным достоянием ради внешнего блеска, оно оказывается глухим к самым настоятельным нуждам населения.
Уверенный в своей силе, Биконсфильд распустил парламент; но, к общему удивлению, новые выборы принесли блестящую победу либералам. Даже приверженцы ирландской автономии (гомрулеры) получили 60 голосов. Биконсфильд должен был уступить место Гладстону, и в Англии возобновилась прерванная законодательная работа. В 1881 году Гладстон провел новый земельный закон для Ирландии. В 1884 году принята новая избирательная реформа, благодаря которой число британских избирателей возросло почти вдвое.
Во внешних делах либеральный кабинет оказался менее удачливым. Египетское восстание, руководимое Араби-пашою, хотя и было усмирено, но весь Судан попал во власть махдистов. Эти неудачи ослабили влияние Гладстона, и он должен был уступить власть консервативному правительству лорда Солсбери. Кратковременное управление нового правительства ознаменовалось присоединением Бирманской империи к Англии.
На выборах 1885 года, происходивших на основании нового закона, партия Гладстона одержала верх, и в сформированный им новый кабинет вошли многие радикальные элементы. Ввиду решающего значения, приобретённого при наличном составе парламентских партий представителями ирландской автономии, Гладстон немедленно выступил с двумя законами, имевшими целью умиротворение Ирландии. Первым законом предполагалось посредством государственной выкупной операции обратить ирландское землевладение в свободную крестьянскую собственность, а вторым — даровать Ирландии самостоятельное правительство и особый местный парламент. Последний проект возбудил сильную оппозицию в стране и повел к расколу в недрах самой партии Гладстона. Его правительство пало 9 июня 1885 года.
Консервативный кабинет Солсбери в делах внешней политики неизменно шёл по стопам Биконсфильда. Главным актом его внутренней деятельности должен быть признан изданный в 1889 году новый закон об устройстве графств, придавший английскому самоуправлению более широкую выборную основу.
28 июня 1892 года правительство Солсбери распустило парламент. После новых выборов правительство в четвёртый раз возглавил Гладстон. В феврале 1893 года Гладстон внёс в парламент проект гомруля для Ирландии, и из-за него началась упорная борьба. Он был принят палатой общин, но отвергнут палатой лордов. В марте 1894 года Гладстон вышел в отставку вследствие болезни глаз и ослабления слуха. Его место занял лорд Розбери.
В июне 1895 года из-за конфликта по вопросу о реорганизации армии правительство Розбери ушло в отставку. Правительство вновь возглавил Солсбери.
В 1897—98 годах Киченер продолжал войну с махдистами. 2 сентября 1898 года он совершенно уничтожил их армию при Омдурмане, после чего Омдурман и Хартум были заняты его войсками. В связи с этим произошло резкое дипломатическое столкновение Великобритании с Францией, которое окончилось присоединением к Великобритании Фашоды. В 1900 году Великобритания, в союзе с другими державами, приняла участие в подавлении восстания ихэтуаней в Китае.
21 января 1901 года умерла престарелая королева Виктория. На престол вступил ее сын Эдуард VII.
Британские власти стремились подчинить Трансвааль и Оранжевую Республику. Это в 1899 году привело к англо-бурской войне. Буры упорно сражались, и война стала затяжной. Но к началу 1902 года положение буров стало критическим, и 31 мая 1902 года их командование капитулировало, подписав мирный договор, по которому бурские республики прекратили самостоятельное существование и как колонии вошли в состав британских владений на юге Африки.

#### НачалоXX века
Вскоре после окончания англо-бурской войны лорд Солсбери сложил с себя полномочия премьер-министра, и 12 июля 1902 премьер-министром стал Артур Бальфур.
В 1903 году был принят закон о земельной реформе в Ирландии, который предусматривал выкуп арендаторами арендуемых земель при финансовой поддержке государства.
В 1900 году был создан Комитет рабочего представительства, целью которого было завоевание для рабочих мест в парламенте и в местных органах власти. В 1906 году он был преобразован в Лейбористскую партию.
Начало XX века также характеризовалось возросшей активностью женщин в борьбе за равные с мужчинами права. Суфражистки требовали предоставить право голоса женщинам. Активистки Женского социально-политического союза во главе с Эммелин Панкхерст, помимо проведения митингов и собраний, использовали и нетрадиционные для британской политической культуры методы: били стекла в правительственных зданиях, поджигали дома политических оппонентов, провоцировали столкновения с полицией, а оказавшись в тюрьме, объявляли голодовку.
8 апреля 1904 года Великобритания и Франция заключили соглашение о разграничении сфер влияния в Северной Африке и Юго-Восточной Азии. Во французской прессе оно получило название «Сердечное согласие» («Entente cordiale») и вошло в историю как Антанта.
На выборах 1906 года либералы завоевали 400 мест, получив абсолютное большинство в Палате общин. Премьер-министром стал Генри Кэмпбелл-Баннерман. Руководство либералов стало инициатором проведения политики, получившей название социального или нового либерализма, которая предусматривала признание возрастающей роли государства в социально-экономических отношениях. Основываясь на этих принципах, либеральные правительства, возглавляемые Г. Кемпбелл-Баннерманом, а затем Гербертом Генри Асквитом, в период с 1906 по 1911 годы провели через парламент ряд законов социального характера. В 1906 году был принят Закон о трудовых конфликтах, по которому восстанавливалось право рабочих на забастовку, фактически потерянное в связи с судебным решением по «делу Таффской долины», по которому профсоюз должен был возместить убытки от забастовки. В 1906 году также был принят закон о бесплатных завтраках для школьников из малообеспеченных семей, одновременно государство обязывалось регулярно проводить бесплатный медицинский осмотр учащихся школ. В 1908 году были приняты законы о восьмичасовом рабочем дне для шахтёров и о введении пенсий по старости для рабочих. В 1911 году был принят закон о страховании в связи с болезнью и на случай потери работы.
Став в 1908 году после смерти Кэмпбелл-Баннермана премьер-министром, Асквит назначил новым министром финансов Дэвида Ллойд Джорджа, который в 1909 году предложил бюджет, получивший в либеральной прессе название «народного». В нём (в основном для финансирования военно-морского строительства и в меньшей степени на социальные программы) предполагалось введение ряда новых налогов, в том числе таких, которые затрагивали наиболее обеспеченные слои населения страны. Это вызвало активное сопротивление консерваторов, которых особенно возмутили предлагаемые земельные налоги. Тем не менее, в начале ноября 1909 года либералам удалось провести свой проект бюджета через Палату общин. Однако в конце этого месяца Палата лордов, где консерваторы имели большинство, отклонила бюджетный законопроект. Только после новых парламентских выборов, которые показали, что британские избиратели поддерживают политику либералов, в 1910 г. Палата лордов одобрила «народный» бюджет.
В 1911 году либералы, стремясь в будущем не сталкиваться при проведении своих законопроектов с противодействием Палаты лордов, провели через Палату общин законопроект, который существенно ограничивал права верхней палаты. Предвидя возможность того, что Палата лордов его отвергнет, либералы объявили о готовности обратиться к королю с предложением назначить такое число своих сторонников в Палату лордов, чтобы данный законопроект получил там одобрение. После этого члены Палаты лордов в июле 1911 г. были вынуждены его одобрить. По этому закону верхняя палата теряла возможность участвовать в обсуждении всех финансовых вопросов, в том числе и бюджета страны, а также утрачивала право на абсолютное вето. Теперь Палата лордов могла отложить принятие законопроекта только на три года, после этого он автоматически становился законом. Одновременно было принято решение, по которому максимальное время между выборами в Палату общин уменьшалось с семи до пяти лет, а члены нижней палаты стали получать за свою работу денежное вознаграждение (что позволяло быть членами парламента и представителям малообеспеченных слоев британского общества).
В апреле 1912 года либеральное правительство Г. Асквита выдвинуло законопроект о предоставлении Ирландии самоуправления. Это вызвало ожесточенное сопротивление в Ольстере (на северо-востоке Ирландии). Около полумиллиона ольстерцев подписали документ, в котором объявлялось о решительном противостоянии этому законопроекту, в 1913 году был создан Ольстерский добровольческий корпус и временное правительство «протестантской провинции Ольстер» во главе с Эдвардом Карсоном, готовое захватить власть в случае принятия законопроекта. В ответ сторонники самоуправления в Ирландии (в подавляющем своем большинстве католики) стали создавать на юге страны, в Дублине, собственные военизированные подразделения национальных волонтеров для защиты права на самоуправление. Численность таких отрядов в короткий срок достигла 100 тыс. человек. Ирландия оказалась на грани гражданской войны.
В начале 1914 года для вооружения Ольстерского добровольческого корпуса в Германии была приобретена большая партия оружия. Высшей точкой кризиса стало неповиновение в марте 1914 года британских офицеров, расквартированных в Ирландии, приказу военного министра направить войска в Белфаст, чтобы не допустить назревавший там мятеж противников самоуправления. В результате либеральное правительство было вынуждено пойти на серьезные уступки. В сентябре 1914 года законопроект о самоуправлении Ирландии стал законом, однако под его действие не подпали шесть графств на территории Ольстера, а само введение ограниченной автономии Ирландии было отложено до окончания Первой мировой войны.

### ПериодПервой мировой войны(1914—1918)
Великобритания вступила в Первую мировую войну 4 августа 1914 года. В ответ на немецкие требования к Бельгии предоставить свободный проход войскам к территории Франции и по истечении британского ультиматума, Асквит объявил войну Германской империи.
Британские войска воевали с немцами в Бельгии и Франции, а 29 октября 1914 г. в войну на стороне Германии вступила Османская империя, что заставило британские войска начать боевые действия в Месопотамии и создать синайский фронт для обороны Суэцкого канала. В 1915 г. британские войска участвовали в безуспешной и кровопролитной Дарданелльской операции. Британские войска сражались также на Салоникском фронте, Итальянском фронте и в Африке.
Во время войны впервые в истории Великобритании в 1916 г. был введён призыв в армию, впервые началось массовое применение женского труда. Британские города впервые стали объектами воздушных бомбардировок.
Военные потери Великобритании превысили 850 000 человек.
В середине 1918 г. парламент принял Закон о народном представительстве, который значительно демократизировал британскую избирательную систему. Теперь право голоса получили все мужчины старше 21 года. Кроме того, впервые в британской истории женщинам (достигшим 30-летнего возраста) было предоставлено право участвовать в выборах. Но для женщин имелись не только возрастные ограничения: для участия в выборах они должны были обладать недвижимостью с доходом не менее 5 ф. ст. в год или состоять в браке с мужчиной, который имел указанный доход. В результате избирательной реформы 1918 г. численность избирателей увеличилась почти в три раза.

### Ирландский кризис (1918—1922)
Вскоре после окончания войны премьер-министр Великобритании Д. Ллойд Джордж объявил о проведении всеобщих выборов. На выборах в декабре 1918 года кандидаты от коалиции либералов и консерваторов завоевали абсолютное большинство, а лейбористы впервые стали крупнейшей оппозиционной партией.
В условиях невиданного размаха забастовочного движения в Британии, коалиционное правительство Ллойд Джорджа было вынуждено уделять повышенное внимание социальным проблемам. В 1920 г. Парламент одобрил Закон о страховании по безработице, действие которого распространялось практически на всех рабочих, а также на часть служащих. Принятый в 1919 г. закон несколько увеличивал размер пенсии по старости и расширял круг лиц, которые могли ее получать. В 1919—1922 годы в рамках правительственной программы жилищного строительства на общественные средства было возведено 200 тыс. жилых домов. В 1918 г. было введено бесплатное обязательное обучение для всех детей до 14 лет.
В 1919—1921 годах шла война за независимость Ирландии в результате которой правительству Ллойд Джорджа в декабре 1921 г. пришлось признать образование Ирландского Свободного Государства, которое получило статус доминиона.
В 1922 г. наметился кризис во взаимоотношениях между либералами и консерваторами. Осенью 1922 г. в Турции сторонники Мустафы Кемаля победили в войне с Грецией, которую поддерживала Великобритания, и 11 октября было заключено перемирие на выгодных для сторонников Кемаля условиях. Это стало серьезным поражением внешнеполитического курса Ллойд Джорджа, после чего консерваторы отказались его поддерживать, и 20 октября 1922 г. он подал в отставку. Пост премьер-министра занял Эндрю Бонар Лоу, который сформировал правительство, состоявшее только из одних консерваторов.

## ИсторияСоединённого Королевства Великобритании и Северной Ирландии(с 1922)
В мае 1923 года Эндрю Бонар Лоу был вынужден по состоянию здоровья уйти с поста премьер-министра, правительство возглавил Стэнли Болдуин. Он выступал за то, чтобы защитить внутренний рынок страны от внешней конкуренции при помощи введения высоких таможенных пошлин. Консерваторы считали необходимым получить согласие избирателей на такую политику, в связи с чем парламент был распущен и были назначены новые всеобщие выборы. Но избиратели на выборах в декабре 1923 года не поддержали сторонников протекционистских реформ. Консерваторы потеряли контроль над Палатой общин, получив 258 мест. Лейбористы провели в парламент 191 кандидата, либералы — 159. В итоге ни одна из трех партий не могла самостоятельно сформировать правительство, а противоречия между консерваторами и либералами не позволяли им создать коалицию. Либералы приняли решение поддержать лейбористов. Премьер-министром стал Рамзей Макдональд, который сформировал первое в истории Великобритании лейбористское правительство. Правительство Макдональда несколько увеличило пособия по безработице и ассигнования для школ, повысило пенсии по старости и инвалидности, снизило акцизный налог на отдельные продукты питания, в том числе на чай и сахар.
25 июля 1924 г. в небольшой коммунистической газете «Workers' Weekly», редактируемой Джоном Кэмпбеллом, появилась статья под заголовком «Открытое письмо борющимся силам», в которой автор призывал британских солдат не использовать оружия против рабочих в случае промышленных конфликтов или войны. Кэмпбелл был арестован, против него возбудили уголовное дело по обвинению в подстрекательстве к мятежу, но вскоре оно было прекращено. Консерваторы посчитали, что закрытие уголовного дела обусловлено политическими мотивами, и совместно с либералами проголосовали в Палате общин за создание специальной комиссии для расследования действий правительства. Макдональд расценил это как выражение недоверия своему правительству и объявил о роспуске парламента. Были назначены новые выборы, которые состоялись 29 октября 1924 года. За четыре дня до голосования газета «Daily Mail» опубликовала так называемое письмо Зиновьева. В этом сфабрикованном тексте содержались инструкции британским коммунистам по организации вооруженного восстания. Это во многом повлияло на результаты выборов, на которых консерваторы получили абсолютное большинство. Премьер-министром вновь стал Стэнли Болдуин.
В конце июня 1925 г. владельцы британских шахт объявили о намерении сократить заработную плату шахтёров и одновременно с этим увеличить рабочее время с 7 до 8 часов. В случае несогласия с этими требованиями предприниматели обещали в ночь на 1 августа объявить локаут. Правительство посчитало необходимым вмешаться в этот конфликт и 31 июля приняло решение предоставить шахтовладельцам крупную денежную субсидию, что позволило до конца апреля 1926 года поддерживать заработную плату на прежнем уровне. Но власти стали активно готовиться к будущему противостоянию с шахтёрами. С осени 1925 г. правительство начало создавать запасы угля, организовывались штрейкбрехерские отряды, усиливались полицейские подразделения. Вся страна была разделена на несколько округов, их возглавили государственные комиссары, наделенные на случай начала всеобщей забастовки самыми широкими полномочиями.
В сентябре 1925 г. правительство создало комиссию, которая должна была изучить положение в угольной промышленности и дать рекомендации по преодолению кризиса в ней. В опубликованном 10 марта 1926 г. докладе этой комиссии предлагалось сократить заработную плату горнякам и увеличить рабочее время. Переговоры с профсоюзами в марте и апреле оказались безрезультатными.
В середине апреля 1926 г. владельцы шахт заявили о готовности 1 мая прибегнуть к локауту, если шахтёры не согласятся на порайонное заключение договоров о заработной плате, введение 8-часового рабочего дня и снижение заработной платы. Правительство 30 апреля объявило о введении в стране с 1 мая 1926 г. чрезвычайного положения, что ставило вне закона любые забастовки и позволяло властям в случае необходимости использовать войска.
Но 1 мая конференция исполкомов профсоюзов приняла решение о проведении общенациональной забастовки в поддержку шахтеров. Всеобщая стачка началась в ночь с 3 на 4 мая 1926 г. Помимо шахтеров прекратили работу железнодорожники, работники металлургической промышленности, электропромышленности, печатники, строители, представители некоторых других отраслей. К 11 мая к стачке присоединились машиностроители и судостроители, всего за девять дней забастовки в ней приняло участие более 4 млн человек. Жизнь в Великобритании в эти дни фактически была парализована. Во многих городах стихийно создавались стачечные комитеты, которые порой принимали на себя функции местных органов власти — контролировали перевозку товаров, обеспечивали население продовольствием и т. п. Правительство смогло привлечь тысячи «добровольцев», которые действовали как штрейкбрехеры, управляя грузовиками и автобусами, участвуя в погрузке и разгрузке товаров, выполняя другую работу. Происходили столкновения бастующих со штрейкбрехерами и полицией.
11 мая суд объявил стачку незаконной. 12 мая лидеры забастовщиков в ходе встречи с Болдуином, не получив гарантий о продолжении переговоров или каких-либо обещаний со стороны правительства и предпринимателей, объявили, что всеобщая стачка прекращается.
В 1928 г. консерваторы провели через парламент закон, по которому женщины были уравнены в политических правах с мужчинами, получив возможность участвовать в выборах наравне с мужчинами с 21 года.
На выборах 1929 года лейбористы получили 287 мест из 615, впервые в истории получив относительное большинство мест. Рамзей Макдональд возглавил второе лейбористское правительство. В него впервые вошла женщина — М. Бондфилд заняла пост министра труда.
Мировой экономический кризис 1929—1933 годов серьезно затронул экономику Великобритании. Если в ноябре 1929 г., по официальным данным, не имели работы 1,25 млн застрахованных британцев, то в начале 1933 г. их было уже 3 млн, или 25,2 % всех плативших профсоюзные взносы.
В начале августа 1931 г. потребовалось получение Великобританией займа у США и Франции. Условием США было сократить на 10 % пособия безработным. 9 министров правительства Макдональда из 20 отказались пойти на это. После этого Макдональд подал прошение об отставке. Затем он сформировал коалиционное правительство, куда вошли четыре лейбориста, четыре консерватора и два либерала. Оно получило название «национального», что должно было означать единение всех политических сил перед лицом тех трудностей, с которыми столкнулась страна. Это правительство стало осуществлять жесткую программу экономии, включая сокращение пособий безработным.
В конце 1933 г. в стране наметились первые признаки преодоления кризиса, а в следующем году был достигнут докризисный уровень промышленного производства. В 1934 г. были восстановлены в прежнем размере пособия по безработице, начала повышаться заработная плата.
В июне 1935 г. перед очередными парламентскими выборами на посту премьер-министра Р Макдональда заменил лидер консерваторов С. Болдуин, который находился на этом посту до мая 1937 г., когда его сменил Невилл Чемберлен.
Во второй половине 30-х гг. правительство Чемберлена проводило политику «умиротворения» нацистской Германии. В сентябре 1938 г. было подписано Мюнхенское соглашение, вследствие которого была оккупирована Судетская область Чехословакии, а затем Чехословакия перестала быть самостоятельным государством.

### Вторая мировая война
1 сентября 1939 года Германия напала на Польшу, начав Польскую кампанию. В этот же день правительство Н. Чемберлена направило Германии ноту протеста, 3 сентября за ней последовал ультиматум, затем объявление войны Германии. Во Францию были направлены британские экспедиционные силы. Однако всё время, пока германские войска были заняты на Востоке, в действиях против Польши, союзные англо-французские войска никаких активных боевых действий на суше и в воздухе не предпринимали. Этот период получил название «Странная война».
После германского вторжения в Норвегию в апреле 1940 года Великобритания направила в поддержку норвежским войскам свои силы. Позже в Норвегию были направлены французские и польские войска. Однако вследствие нерешительности и несогласованности действий союзные англо-французско-польско-норвежские войска потерпели поражение и 8 июня 1940 года были эвакуированы из Норвегии.
Неудачи внешнеполитического курса привели к смене правительства. 10 мая 1940 года новым премьер-министром стал У. Черчилль. В этот же день началось вторжение германских войск во Францию, Бельгию и Нидерланды. Британские экспедиционные силы были эвакуированы из Франции.
13 августа 1940 года начались массированные налёты немецкой авиации на Англию. Однако сопротивление британской авиации не было сломлено, и 17 сентября Гитлер отложил, а 12 октября отменил планировавшееся вторжение в Великобританию.
С июля 1940 года, когда в войну против Великобритании вступила фашистская Италия, начались бои британских войск с итальянскими в Северной Африке. В феврале-марте 1941 года в Северную Африку на помощь итальянцам прибыл немецкий экспедиционный корпус генерала Э. Роммеля.
6 апреля 1941 года немецкие войска напали на Грецию, где были размещены британские войска. Югославские и греческие войска были разгромлены, 17 апреля Югославия капитулировала, 24 апреля за ней последовала Греция. Британские войска вынуждены были эвакуироваться в Египет и на остров Крит. 20 мая 1941 года началась немецкая операция по захвату острова Крит. Британские войска понесли тяжёлое поражение, их остатки вынуждены были эвакуироваться, при этом большие потери понёс британский Средиземноморский флот.
8 декабря 1941 года Япония объявила войну Великобритании, и началось вторжение японских войск в Британскую Малайю. 25 декабря пал Гонконг, 15 февраля 1942 года — Сингапур. После захвата Сингапура часть японских войск была направлена в Бирму. 8 марта 1942 года они захватили столицу Бирмы Рангун, что создало непосредственную угрозу британской Индии; в конце апреля они нарушили сухопутную связь британских владений с Китаем.
Предпринятое британскими войсками 23 октября 1942 года наступление у Эль-Аламейна завершилось поражением немецко-итальянских войск. 13 ноября британские войска вернули Тобрук.
10 июля 1943 года англо-американские войска, объединённые в 15-ю группу армий, высадились на Сицилии и к середине августа полностью заняли остров, 3 сентября они высадились на юге Апеннинского полуострова, что привело к падению правительства Муссолини и выходу Италии из войны.
6 июня 1944 года началась высадка англо-американских войск во Франции.
С июня 1944 года Лондон подвергался ударам немецких самолётов-снарядов Фау-1, с сентября 1944 года к ним добавились баллистические ракеты Фау-2.
Британские войска продвигались в Германию на северном фланге союзного фронта. 4 мая 1945 года немецкие войска на северо-западе капитулировали перед 21-й группой армий фельдмаршала Б. Монтгомери, которая оккупировала Данию, Шлезвиг-Гольштейн и часть Мекленбурга.
В марте-июле 1944 года британцам удалось отразить японское наступление в районе Импхала, затем в результате контрнаступления 14-я индо-британская армия заняла Северную Бирму, в феврале 1945 года форсировала реку Иравади и в марте под Мейктилой нанесла новое поражение японцам, после чего 2 мая заняла столицу Бирмы Рангун. Япония капитулировала 1 сентября 1945 года.
Во время войны Великобритания потеряла убитыми 265 тыс. военнослужащих и 60 тыс. человек мирного населения. Каждый третий дом на территории страны был или разрушен, или поврежден в результате немецких бомбардировок. Огромный урон война нанесла британскому торговому флоту: 2/3 судов было уничтожено.

### Вторая половина1940-х годов
После Второй мировой войны правительства Великобритании попеременно формировали лейбористы (1945—1951, 1964—1970, 1974—1979, 1997—2010) и консерваторы (1951—1964, 1970—1974, 1979—1997, с 2010 по настоящее время).
В июле 1945 года состоялись долго откладывавшиеся всеобщие выборы. Временное правительство консерваторов, сформированное в мае и сменившее коалиционное военное правительство, потерпело сокрушительное поражение, и к власти пришла лейбористская партия с подавляющим парламентским большинством. Пост премьер-министра занял Клемент Эттли.
Основы социальной политики лейбористов были определены в докладе У. Бевериджа о социальном обеспечении, подготовленном ещё в годы войны (1 декабря 1942 г.). В 1946 году был принят закон о создании Национальной службы здравоохранения, вводивший принцип бесплатной медицинской помощи для всех категорий населения. В 1948 году была создана система социального страхования, которая расширила и объединила различные виды социального обеспечения. Всему населению была гарантирована выплата пенсий по возрасту, предусматривались выплаты пособий по безработице, по болезни, при потере трудоспособности, на рождение ребёнка, а также вдовам и инвалидам детства. Закон о пособии для семей, имеющих двух и более детей, независимо от доходов семьи, был принят еще при коалиционном правительстве в 1945 году, а законом 1948 года о национальном вспомоществовании был учрежден орган, ведающий выдачей таких пособий. Финансировалось строительство более 1 млн муниципальных домов, правительство контролировало размер арендной платы за жилье, стараясь сохранить ее на уровне военного времени. В результате Великобритания превратилась в социально ориентированное государство, которое принято называть государством «всеобщего благосостояния».
В 1945—1948 годах были национализированы угледобывающая и газовая промышленность, электроэнергетика, железнодорожный и внутренний водный транспорт, часть автомобильных перевозок, ряд авиакомпаний, значительная доля радио и телекоммуникаций, а также Английский банк. При национализации акционеры получали от правительства выкупные платежи в виде облигаций и других ценных бумаг на сумму, превышающую стоимость национализированных компаний. В результате национализации был создан государственный сектор, охвативший от 20 до 25 % хозяйства страны, в котором было занято около 20 % наемных рабочих.
Нормирование продуктов после войны не только не было отменено, но и было распространено на хлеб (июнь 1946 г.) и на картофель (ноябрь 1947 г.), чего не было даже во время войны. Нормы отпуска продуктов по карточкам были сокращены. Карточки на продукты сохранялись вплоть до 1954 года.

### Вторая половина XX века
В 1950-53 годах британские войска принимали участие в Корейской войне на стороне Южной Кореи.
На парламентских выборах 23 февраля 1950 года лейбористы получили лишь немного больше мест, чем консерваторы. К этому добавились противоречия в самом лейбористском правительстве. В апреле 1951 г. в связи с сокращением расходов на здравоохранение ушел в отставку один из лидеров левого крыла лейбористов министр здравоохранения Э. Бивен. В связи с этим лейбористское правительство приняло решение о проведении досрочных выборов, которые состоялись 25 октября 1951 года. На них победили консерваторы и премьер-министром вновь стал У. Черчилль.
В 1955 году на посту главы правительства и лидера консерваторов У. Черчилля сменил его заместитель Э. Иден.
В октябре 1956 года в связи с национализацией Египтом Суэцкого канала Великобритания совместно с Францией начала против Египта военную операцию, которая, однако, вскоре была прекращена под давлением СССР и США.
В январе 1957 года Э. Иден после недолгого премьерства ушел в отставку, причиной которой стали переутомление, болезнь и неудачи в политике. Его сменил Гарольд Макмиллан, взявший на себя смелость восстановить репутацию страны и исправить положение дел в консервативной партии, расколовшейся по вопросу о зоне Суэцкого канала. Благодаря незаурядному политическому таланту, он справился с обеими задачами. Критики Макмиллана часто обвиняли его в том, что внутренняя политика в его исполнении была непрерывной импровизацией. Однако страна преуспевала, и в октябре 1959 года Макмиллан и его партия выиграли всеобщие выборы, завоевав парламентское большинство в 100 мест.
В стране не было единодушия по вопросу о вступлении в ЕЭС. В 1962 году в лейбористской партии в связи с этим произошел раскол. Большинство её членов, которые выступали против присоединения, более всего тревожила судьба планирования в рамках ассоциации стран с частнопредпринимательской экономикой, а также потенциальная угроза британскому строю и «островному» образу жизни, характерному для большинства британцев. Разговоры о поддержании связей между странами Содружества имели под собой меньше оснований ввиду сокращения объема торговли и неохотного одобрения его премьер-министрами вступления Великобритании в ЕЭС. В ходе трудных переговоров правительство торопилось согласовать экономические условия Британии и европейских стран, особенно по вопросу о субсидировании сельского хозяйства. Однако в начале 1963 года Франция предложила наложить вето на прием Британии в Общий рынок. Усилия Макмиллана потерпели неудачу, и никто не смог предложить альтернативную программу.
Осенью 1963 года Макмиллан тяжело заболел. Он ушёл в отставку, и лидером консерваторов и премьер-министром стал Алек Дуглас-Хьюм. Новое правительство подвергалось критике со стороны как левого, так и правого крыла консервативной партии. Левые упрекали Дуглас-Хьюма в том, что он был выбран закулисными методами, правые — в копировании экономической стратегии лейбористов. Болезненно как для консерваторов, так и для общества в целом воспринималось падение международного престижа Великобритании, утрата ею статуса великой державы. А. Дуглас-Хьюм стал последним премьер-министром XX века, имевшим аристократическое происхождение. На выборах в октябре 1964 года победили лейбористы, и премьер-министром стал Гарольд Вильсон.
В ходе распада Британской колониальной империи независимость получили к середине 1970-х годов почти все британские колонии.
В конце 1960-х годов начался конфликт в Северной Ирландии. В 1967 г. там была основана Ассоциация борьбы за гражданские права. Её участники требовали ликвидации дискриминации католиков при устройстве на работу и в жилищном вопросе, отмены множественного голосования и установления принципа «один человек — один голос», а также отмены чрезвычайных законов, действующих с 1933 г., и роспуска полиции, состоявшей в основном из протестантов. Ассоциация организовывала демонстрации и митинги, которые разгоняла полиция. Начались стычки между католиками и протестантами. В этой обстановке в августе 1969 г. лейбористское правительство Вильсона ввело в Северную Ирландию войска.
Во второй половине 1960-х годов внимание общественности было привлечено к проблеме иммиграции в Великобританию из стран Латинской Америки, Азии и Африки. К концу 1960-х годов иммигранты насчитывали около 1 млн человек, или 2 % населения, а по переписи 1971 года их было 1,33 млн человек, или около 2,5 % всего населения Великобритании. Проблема взаимоотношений иммигрантов с коренным населением обострялась.
На рубеже 1960—1970-х годов правительство Вильсона распустило парламент и объявило новые выборы. На парламентских выборах, состоявшихся 18 июня 1970 г., лейбористы потерпели поражение, к власти пришло правительство консерваторов во главе с Эдвардом Хитом.
Политика этого правительства получила название «тихая революция Хита». Правительство приступило к частичной распродаже акций государственных предприятий, был упразднен ряд правительственных органов, ранее занимавшихся планированием экономического развития, произошло снижение подоходного налога, компенсированное увеличением косвенных налогов, дифференцированная система налогообложения прибыли компаний была заменена единой ставкой налога на прибыль.
На годы нахождения у власти правительства Э. Хита пришлось продолжавшееся обострение ситуации в Северной Ирландии. В августе 1971 года в качестве ответа на растущий уровень насилия в Северной Ирландии стало применяться заключение в концентрационных лагерях без суда. Физическому и психологическому воздействию по системе пять методов было подвергнуто как минимум 12 членов ИРА, в октябре того же года к ним добавилось ещё двое. В 1971 году применение жёстких методов допроса в Северной Ирландии стало поводом для парламентского разбирательства под председательством лорда Паркера, итогом которого стал подробный отчёт, опубликованный 2 марта 1972 года и квалифицировавший данные методы дознания как нарушения закона. По результатам исследования премьер-министр Великобритании Эдвард Хит заявил, что комплекс «пяти методов» больше не будет применяться. В 1972 в Северной Ирландии был введен режим прямого правления. Это привело к жесточайшим беспорядкам и восстаниям. Апогеем можно считать события «Кровавого воскресенья» 30 января 1972 года, когда во время демонстрации католиков британские войска убили 13 безоружных человек. В ответ толпа ворвалась в британское посольство в Дублине и сожгла его дотла. Всего с 1972 по 1975 годы в Северной Ирландии погибло 475 человек. Для снятия напряженности в стране британское правительство решилось на проведение референдума. Референдум был бойкотирован католическим меньшинством, и правительство решило действовать в обход мнения населения. В 1973 году лидеры Великобритании и Ирландии подписали Саннингдейлское соглашение о создании Совета Ирландии — межгосударственного консультативного органа из министров и членов парламента Ирландской Республики и Северной Ирландии, но ратификация этого соглашения была сорвана выступлениями протестантских экстремистов.
22 января 1972 года Великобритания подписала договор о вступлении в ЕЭС с 1 января 1973 г.
В начале 1970-х годов в Великобритании увеличилась инфляция. В целях борьбы с инфляцией правительство объявило о снижении в 1973/74 финансовом году социальных расходов. С конца 1973 г. экономика Великобритании, как и других западных государств, страдала от энергетического кризиса, вызванного решением государств ОПЕК повысить цены на нефть более чем в три раза. Подорожание нефти привело к росту себестоимости продукции почти во всех отраслях экономики.
В ноябре 1973 года профсоюз шахтёров потребовал увеличения заработной платы. Когда это требование было отклонено, то профсоюз заявил об отказе от сверхурочных работ, что привело к снижению добычи угля более чем на одну треть. Со своей стороны правительство Хита объявило в стране чрезвычайное положение. Были введены ограничения продажи бензина, других нефтепродуктов, отключалось уличное освещение, сокращалась подача электроэнергии в жилые кварталы, скорость автотранспорта ограничивалась 80 км/ч. С 1 января 1974 г. для «экономии энергии» в большинстве отраслей была введена трехдневная рабочая неделя.
Правительство Хита объявило о роспуске парламента и назначении досрочных выборов на 28 февраля 1974 г. На этих выборах впервые с 1929 года ни одна из партий не обеспечила себе необходимого большинства. Новое правительство парламентского меньшинства было создано лейбористами, а премьер-министром вновь стал их лидер Г. Вильсон.
В связи с активностью противников членства Великобритании в ЕЭС правительство Вильсона организовало референдум по этому вопросу, который состоялся 5 июня 1975 года На нём 67,2 % избирателей поддержали идею продолжения участия Великобритании в ЕЭС.
Экономический кризис побудил Вильсона 16 марта 1976 года подать в отставку. Его преемником на постах лидера лейбористской партии и главы правительства стал Джим Каллаген, сторонник проведения того же курса.
Ухудшение экономического положения и рост безработицы в 1970-х годах способствовали росту антииммигрантских настроений. Летом и осенью 1977 года провокационные действия крайне правого Британского Национального фронта привели к кровавым столкновениям в Лондоне и Манчестере.
Лейбористы для укрепления своего положения пошли на сотрудничество с фракциями национальных партий и прежде всего с самой крупной из них — фракцией Шотландской национальной партии. В связи с этим в 1978 году были приняты законы, учреждавшие законодательные ассамблеи в Шотландии и Уэльсе, которые обладали бы самоуправлением в вопросах образования, медицинского обслуживания, строительства дорог и жилья, а также охраны окружающей среды. Подобная передача части полномочий регионам получила название деволюции. Но, вопреки обычной практике, эти законы должны были вступить в силу лишь после одобрения их на референдумах в Шотландии и Уэльсе. Более того, противники деволюции добились принятия поправки, которая требовала, чтобы большинство высказавшихся за самоуправление составило не менее 40 % всех избирателей этих частей Соединенного Королевства. Но на референдуме в Шотландии за самоуправление высказалось 51,6 % принявших участие в голосовании, в Уэльсе — 20,3 %. Это составило соответственно лишь 32,9 и 11,9 % избирателей, внесенных в регистрационные списки. Поэтому законы о деволюции в силу не вступили.
Для борьбы с инфляцией кабинет Каллагена пытался ограничивать рост оплаты труда, что послужило причиной серии забастовок. Зимой 1978-79 годов бастовали водители грузовиков, рабочие водоснабжения и муниципальных предприятий, вспомогательный персонал больниц и бригад скорой медицинской помощи.

#### Эра консерваторов
На парламентских выборах 3 мая 1979 года победили консерваторы, после чего в Великобритании наступила 18-летняя эра консерваторов, которая была представлена двумя консервативными премьер-министрами:
Маргарет Тэтчер, которая оставалась на своём посту с 1979 до 1990 гг., и Джоном Мейджором с 1990 по 1997 гг.
Для этого периода в истории Великобритании были характерны:
1. Укрепление британской экономики;
2. Усиление роли Великобритании в мире;
3. Преодоление внутреннего кризиса 1970-х гг.

Маргарет Тэтчер как лидер консервативной партии, победившей на выборах, была назначена королевой премьер-министром в мае 1979 г. Она стала первой женщиной премьер-министром в истории Великобритании. Тем не менее, за жесткость её курса и характера она получила прозвище «железная леди». Во внешней политике Тэтчер взяла в курс на дальнейшее сближение с США, особенно после прихода к власти Р. Рейгана.
Крупнейшим внутриполитическим шагом правительства Тэтчер стало принятие антипрофсоюзных законов, среди которых были:
- Закон о запрете забастовок солидарности в 1982 г. (наказание — штрафы, угроза тюремного заключения);
- Закон о профсоюзах (Trade Union Act) 1984 г.;
- Акт о занятости (Employment act) 1988 г. — узаконил штрейкбрехерство.

Другим крупным шагом в политике Тэтчер стало разгосударствление экономики (приватизация), в результате чего ряд крупных предприятий был продан государством в частные руки.
Решающим событием в британском рабочем движении на данном этапе стала продолжавшаяся целый год в 1984-85 годах забастовка шахтёров в связи с планами закрытия нерентабельных шахт. В соответствии с антипрофсоюзными законами в связи с этой забастовкой на Национальный союз горняков был наложен крупный штраф. Когда же профсоюз отказался уплачивать штраф, его банковские счета были заблокированы. После этого начались разногласия среди руководителей стачки. В марте 1985 г., ровно через год после начала забастовки, по решению конференции Национального союза горняков шахтеры, не добившись удовлетворения своих требований, вернулись к работе. В течение последующих месяцев все нерентабельные шахты были закрыты, в результате чего десятки тысяч шахтёров были уволены.
1980-е годы стали временем усиления североирландского терроризма. Организация ИРА (Ирландская республиканская армия), добивающаяся полного ухода Великобритании из Северной Ирландии (Ольстер), усилила террористическую деятельность.
Формами проявления данной деятельности стали:
- Провокация беспорядков в Северной Ирландии (Ольстере);
- Взрывы, иные теракты на территории острова Великобритания.

Несмотря на угрозы в адрес лично М. Тэтчер, она не пошла на уступки террористам.
В 1982 году после вторжения аргентинских войск на Фолклендские острова Великобритания провела военную операцию по их освобождению.
В 1989 г. по инициативе правительства М. Тэтчер был введён подушный налог. Это означало, что каждый, достигший возраста 18 лет и проживающий в доме или квартире был обязан платить налог. Такой налог вызвал всеобщее возмущение британцев. Закон ударил по бедным и многодетным семьям. В 1993 г. налог был отменён и заменён налогом с домовладельцев и арендаторов домов, но введение этого налога способствовало политическому кризису 1990 г.
К 1990 г. правительство М. Тэтчер добилось значительных успехов в экономике и внешней политике, но авторитет М. Тэтчер падал. Причинами этого были:
- её слишком жёсткий курс;
- крайне непопулярное решение о введении подушного налога;
- бескомпромиссная политика в отношении европейской интеграции;
- «усталость» партии и избирателей от одного и того же лидера (М. Тэтчер возглавляла правительство уже 11 лет подряд — дольше всех премьер-министров в XX веке.).

В 1990 году в консервативной партии разразился кризис. Министр обороны Майкл Хезелтайн поставил вопрос о доверии Тэтчер как лидеру партии и начал сколачивать «антитэтчеровскую» коалицию. На ежегодных выборах лидера партии М. Тэтчер потерпела поражение и ушла в отставку с поста премьер-министра.
Преемником Маргарет Тэтчер на посту премьер-министра Великобритании стал Джон Мейджор (с 1990 по 1997 г.).
В 1991 году британские войска приняли участие в операции по освобождению оккупированного Ираком Кувейта
В первый год правления Мейджора мировая экономика переживала спад, первые признаки которого были заметны ещё во время правления Маргарет Тэтчер. Экономика Великобритании из-за этого также оказалась не в лучшем положении. Ожидалось поэтому, что на всеобщих выборах 1992 года консервативная партия, возглавляемая Мейджором, скорее всего проиграет лейбористской, во главе которой стоял Нейл Киннок. Однако Мейджор не согласился с этим и стал проводить кампанию в «уличном» стиле, выступая перед избирателями в духе своих прежних речей в округе Ламберт. Яркие выступления Мейджора контрастировали с более гладкой кампанией Киннока и привлекли симпатии избирателей. Консервативная партия выиграла выборы, и Мейджор во второй раз стал премьер-министром.
Всего через 5 месяцев после начала второго срока премьерства Мейджора разразился финансовый кризис, вошедший в историю как «Чёрная среда». Кризис был спровоцирован валютными спекулянтами (самым известным из которых был Джордж Сорос), которые сыграли на противоречиях в европейской валютной системе и вызвали резкое падение курса британского фунта. Правительство Великобритании вынуждено было пойти на девальвацию фунта и выйти из европейской валютной системы (ERM).

#### Возвращение лейбористов к власти
По итогам выборов 1997 года лейборист Тони Блэр сменил на посту премьер-министра Джона Мейджора, прервав таким образом 18-летний период правления консерваторов.
Начало деятельности лейбористов ознаменовалось проведением конституционных реформ, в основу которых был положен принцип деволюции, предусматривавший передачу полномочий от центра к местным органам власти. В Шотландии (11 сентября 1997 г.) и Уэльсе (18 сентября 1997 г.) прошли референдумы по вопросу о предоставлении им самоуправления. Жители обоих регионов высказались за учреждение там, соответственно, парламента и ассамблеи.
В 1999 году были проведены выборы в Парламент Шотландии, учреждение которого было закреплено в «Акте о Шотландии» в 1998 году.
В Уэльсе в референдуме приняло участие лишь 50 % избирателей, в связи с чем самоуправление Уэльса было несколько ограничено: учреждаемой Ассамблее не было предоставлено право принимать региональные законы и устанавливать налоги.
10 апреля 1998 года в Белфасте британским и ирландским правительствами было подписано соглашение, которое было одобрено большинством политических партий Северной Ирландии. 23 мая в результате референдума соглашение было одобрено большинством жителей региона. В результате подписания соглашения была воссоздана Североирландская ассамблея. Также были созданы Совет министров Севера и Юга для оформления взаимодействия между разными частями острова Ирландия и Британо-ирландский совет для оформления взаимоотношений между всеми органами представительной власти Великобритании и Ирландии.
Акт о палате лордов 1999 года отменил автоматическое право наследственных пэров на место в палате лордов, за исключением 92 пэров.

### XXI век
В марте 2003 года британские войска приняли участие во вторжении в Ирак, несмотря на раскол по этому вопросу в обществе и в правительстве. С 2002 года Великобритания была главным союзником США в военной кампании в Афганистане.
До 2005 года в палату лордов входили так называемые судебные лорды (англ. Lords of Appeal in Ordinary), или лорды-юристы (англ.  Law Lords), назначаемые монархом по представлению премьер-министра для осуществления судебных полномочий в связи с тем, что палата лордов играла роль высшей апелляционной инстанции. Актом о конституционной реформе 2005 года, вступившим в силу лишь в 2009 году, был учрежден Верховный суд (англ. Supreme Court), состоящий из 12 судей, на который отныне возлагалась эта функция. Первыми судьями были назначены действующие судебные лорды.
В 2007 году Тони Блэр ушёл в отставку, премьер-министром стал лейборист Гордон Браун.
На всеобщих парламентских выборах 6 мая 2010 года консерваторы получили 306 мандатов — этого не хватило, чтобы сформировать однопартийное правительство. Поэтому 12 мая была сформирована правительственная коалиция, в которую вошли две партии: консерваторы и Либеральные демократы. Премьер-министром был назначен Дэвид Кэмерон, а его заместителем — Ник Клегг.
18 сентября 2014 года прошёл референдум о независимости Шотландии. За независимость высказалось 44,7 % проголосовавших, против — 55,3 %.
В 2016 году, по итогам референдума, Великобритания начала процесс выхода из Европейского союза. Премьер-министром стала Тереза Мэй.
24 июля 2019 года в должность премьер-министра Великобритании вступил Борис Джонсон. Он выразил желание 31 октября 2019 года при любых обстоятельствах вывести Великобританию из ЕС, даже если для этого придётся резко разорвать связи с Евросоюзом. 1 февраля 2020 г. Великобритания вышла из Европейского союза.
В июле 2022 года Борис Джонсон объявил о намерении уйти с поста лидера Консервативной партии и премьер-министра после ряда скандалов и череды отставок членов правительства. В сентябре 2022 года Лиз Трасс была избрана лидером Консервативной партии и стала новым премьер-министром, однако продержалась на этом посту недолго и 25 октября того же года ушла в отставку из-за экономических проблем. Новым премьер-министром и лидером Консервативной партии стал Риши Сунак.
На выборах, прошедших 4 июля 2024 года, лейбористы впервые за 19 лет одержали победу, и новым премьер-министром стал их лидер Кир Стармер.